# Lopean, Sofia
Lopean (în bulgară Лопян) este un sat în comuna Etropole, regiunea Sofia,  Bulgaria. 

## Demografie
Componența etnică a satului Lopean
     Bulgari (96,42%)
     Nicio identificare (2,67%)
     Altele (0,89%)
La recensământul din 2011, populația satului Lopean era de 448 locuitori. Din punct de vedere etnic, majoritatea locuitorilor (96,42%) erau bulgari. Pentru 2,67% din locuitori nu este cunoscută apartenența etnică.